# Бенфіка (жіночий футбольний клуб)
Ця стаття про футбольний клуб, що існує з 2017 року. Про клуб «Бенфіка», що раніше виступав в чемпіонат Португалії з футболу серед жінок, див. К.Ф.Бенфіка (жіночий футбольний клуб)
«Бенфіка» Лісабон (порт. Sport Lisboa e Benfica)  — португальський жіночий футбольний клуб з міста Лісабон. Команда є жіночою секцією — SL Benfica.

## Історія
12 грудня 2017 року іменитий португальський футбольний клуб «Бенфіка» публічно підтвердив інформацію про те, що формує жіночу футбольну команду у своїй структурі.
17 вересня 2018 року жіноча команда «Бенфіки» дебютувала в лізі Campeonato Nacional II Divisão (другому жіночому дивізіоні Португалії) та обіграла у першому турі команду «Понте Фріелас» з рахунком 28–0.
18 травня 2019 року «Бенфіка» вже грала в фіналі кубка Португалії, перемогла у тому матчі «Валадареш Гайя» з рахунком 4–0 та здобула свій перший трофей
В сезоні 2019/20 «Бенфіка» дебютувала в вищому дивізіоні. 19 жовтня на стадіоні «Ештадіу да Луж» у першому офіційному лісабонському дербі вона перемогла «Спортінг» з рахунком 3-0. На тому матчі було 12 812 глядача, що стало новим рекордом відвідуваності жіночого матчу в Португалії.
У сезоні 2023-24 років «Бенфіка» встановила рекорд Португалії, вигравши за сезон всі чотири внутрішні змагання: суперкубок Португалії (Supertaça de Portugal), кубок португальської ліги (Taça da Liga Feminina), національний чемпіонат (Campeonato Nacional Feminino) та кубок країни (Taça de Portugal Feminina). Крім того, «Бенфіка» дійшла до чвертьфіналу жіночої Ліги чемпіонів УЄФА, у якому поступилася французькій команді «Олімпік Ліон». Це був перший раз, коли португальська жіноча команда увійшла до вісімки кращих команд Європи.

## Досягнення
- Чемпіонат Португалії
  -  Чемпіон (5): 2020–21, 2021–22, 2022–23, 2023–24, 2024–25

- Кубок Португалії
  -  Володар (2): 2018–19, 2023–24

- Суперкубок Португалії
  -  Володар (3): 2019, 2022, 2023

- Кубок ліги
  -  Володар (5): 2019–20, 2020–21, 2022–23, 2023–24, 2024–25